# Małgorzata Kurdelska
Małgorzata Kurdelska (* 11. April 1985) ist eine polnische Badmintonspielerin. 

## Karriere
Małgorzata Kurdelska gewann 2003 mit zweimal Bronze ihre ersten Medaillen bei den nationalen polnischen Titelkämpfen. 2009 wurde sie erstmals polnische Meisterin im Damendoppel mit Agnieszka Wojtkowska. 2011 folgte ein weiterer Titel mit Nadieżda Zięba. International siegte sie in Wales und Estland und nahm an den Badminton-Weltmeisterschaften 2006 und 2011 teil.

## Sportliche Erfolge
| Saison    | Veranstaltung                   | Disziplin   | Platz | Name                                                                                     |
| --------- | ------------------------------- | ----------- | ----- | ---------------------------------------------------------------------------------------- |
| 2003      | Polnische Einzelmeisterschaften | Dameneinzel | 3     | Małgorzata Kurdelska (Azsuw Warszawa)                                                    |
| 2005      | Polnische Einzelmeisterschaften | Dameneinzel | 3     | Małgorzata Kurdelska (Azsuw Warszawa)                                                    |
| 2006      | Lithuanian International        | Mixed       | 1     | Adam Cwalina / Malgorzata Kurdelska                                                      |
| 2006      | Polnische Einzelmeisterschaften | Damendoppel | 3     | Małgorzata Kurdelska / Paulina Matusewicz (Azsuw Warszawa / Piast-b Słupsk)              |
| 2006/2007 | Estonian International          | Mixed       | 1     | Adam Cwalina / Malgorzata Kurdelska                                                      |
| 2007      | Welsh International             | Mixed       | 1     | Wojciech Szkudlarczyk / Malgorzata Kurdelska                                             |
| 2007      | Polnische Einzelmeisterschaften | Damendoppel | 2     | Małgorzata Kurdelska / Angelika Węgrzyn (Azsuw Warszawa / Lks Technik Głubczyce)         |
| 2008      | Polnische Einzelmeisterschaften | Damendoppel | 2     | Małgorzata Kurdelska / Agnieszka Wojtkowska (Azsuw Warszawa / Lks Technik Głubczyce)     |
| 2008      | Polnische Einzelmeisterschaften | Mixed       | 3     | Adam Cwalina / Małgorzata Kurdelska (Skb Suwałki / Azsuw Warszawa)                       |
| 2009      | Polnische Einzelmeisterschaften | Damendoppel | 1     | Małgorzata Kurdelska / Agnieszka Wojtkowska (Skb Suwałki / Lks Technik Głubczyce)        |
| 2010      | Polnische Einzelmeisterschaften | Mixed       | 3     | Adam Cwalina / Małgorzata Kurdelska (Lks Technik Głubczyce / AZS Uniwersytet Warszawski) |
| 2010      | Polnische Einzelmeisterschaften | Dameneinzel | 2     | Małgorzata Kurdelska (AZS Uniwersytet Warszawski)                                        |
| 2011      | Polnische Einzelmeisterschaften | Damendoppel | 1     | Małgorzata Kurdelska / Nadieżda Zięba (Skb Suwałki / UKS Hubal Białystok)                |